# 尚-克勞德·范·達美
尚-克勞德·卡米耶·法蘭索瓦·范瓦伦贝格（法語：Jean-Claude Camille François Van Varenberg，法語發音：[ʒɑ̃ klod kamij fʁɑ̃swa vɑ̃ vaʁɑ̃bɛʁɡ]; 荷蘭語發音：[vɑn ˈvarə(n)ˈbɛrx]；1960年10月18日—）或簡稱尚-克勞德·范達美（法語：Jean-Claude Van Damme，法語發音：[vɑ̃ dam]；荷蘭語發音：[vɑn ˈdɑmə]）和JCVD，比利時男演員、武術家、編劇、製片人和導演。
范達美出生于比利时的布鲁塞尔郊区圣阿哈塔-贝尔赫姆，故外号“布鲁塞尔肌肉男”。在转入影视圈之前，曾经获得欧洲空手道中量级冠军，所以后来他所饰演的電影中的角色，无一不有过硬利落的身手。出演過較著名的作品如《拳霸天下》（1988年）、《唯我獨尊》（1989年）、《聖戰東征》（1990年）、《魔鬼命令》（1992年）、《終極標靶》（1993年）、《時空特警》（1994年）、《快打旋風》（1994年）、《魔宮戰士》（1996年）、《打不死的男人》（2008年）、《功夫熊猫2》（2011年）、《浴血任務2》（2012年）和《功夫熊猫3》（2016年）。

## 早年
范達美出生於比利時的布魯塞爾。11歲時因為瘦弱，父親領他到武館習武強身，學空手道、泰拳、舉重、跆拳道，18歲時奪得歐洲中量級空手道冠軍及世界空手道冠軍。
1999年與現任妻子格拉迪斯·波图格斯結婚，是范達美的第五次婚姻。波迪格斯在香港已經居住六年的他於2013年擔任香港亞洲電視舉辦的2012年亞洲小姐總決賽評判。

## 職業生涯
范達美的成名作為1988年的武打片《拳霸天下》，在片中飾演知名武術家杜法蘭。之後又憑藉《唯我獨尊》（1989年）、《截殺威龍》（1990年）、《聖戰東征》（1990年）和《絕地雙尊》（1991年）打開在好萊塢的知名度，成為動作巨星。他還參演羅蘭·艾默瑞奇執導的1992年科幻動作片《魔鬼命令》，以及吳宇森初到好萊塢執導作《終極標靶》（1993年），票房皆不俗。1994年，范達美主演的科幻動作片《時空特警》獲得了成功的票房。他分別於1992年和1993年各入圍了布拉沃奧托德國獎最佳男演員。後來在電影《魔宮戰士》（1996年）中自導自演，票房成功。范達美也參演了1998年的戰爭片《外籍兵團》，是描述法國外籍兵團在北非沙漠征戰故事。除了吳宇森外，范達美陸續和至好萊塢的香港導演元奎、林嶺東、徐克合作。

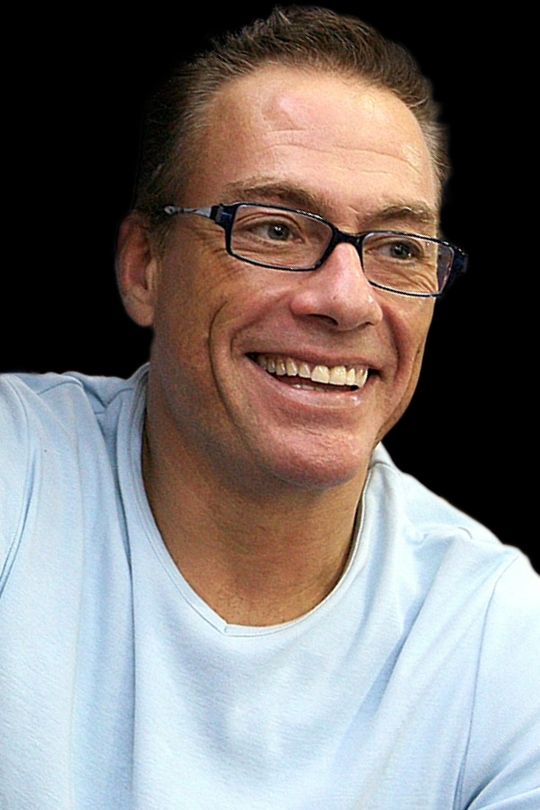
2007年6月2日，范達美於拉克蘭空軍基地

1990年代末期起，范達美因幾部片票房不佳而在好萊塢失去影響力，最終退出主流，改接演低成本動作片。2008年，他主演的《打不死的男人》獲得了好評。這使范達美受《時代雜誌》評為年度第二最佳演出（第一為希斯·萊傑於《黑暗騎士》中飾演的小丑）。
2011年6月30日，范達美證實將在《浴血任務2》中擔任反派，電影於2012年8月17日在美國上映。范達美也於2011年動畫電影《功夫熊貓2》中擔任流星鱷大俠的配音。後於2016年的《功夫熊貓3》中繼續為該角配音。2015年，他以本人身分於中國喜劇片《煎餅俠》中客串。
2017年5月，據報導，他將主演帕夏·帕特里基執導的動作驚悚片《深海越獄》，這也是范達美和杜夫·朗格林第五次同台演出。《深海越獄》於2018年發行。2020年7月底，范達美在法國拍攝動作喜劇片《末代傭兵》，該片定於2021年夏季上線Netflix。

## 公眾形象和影響
在法語世界中，范達美因在一系列禅宗中提供了廣泛的主題（個人幸福、環境等）格言而聞名。
起初，《真人快打》被設想成以范達美為原型的格鬥遊戲。創作者最終決定以他為原型設計了強尼·凱吉一角，該角的外觀取自范達美在《拳霸天下》（1988年）中的造型。
2013年11月13日，范達美替沃爾沃貨車拍廣告，影片中他在兩台行駛中的卡車中間凌空一字馬劈腿而引起關注，這影片在YouTube上流傳，三天就超過11萬次點閱。2017年1月，范達美在Ultra Tune電視廣告中出現，該廣告也是該年度最具爭議的廣告之一。內容描述兩名美女在停車場遭到一群年輕人的威脅，范達美現身打算幫其解圍時，氣氛突然變得輕鬆，大家便開始與該影星合影留念。

## 作品列表

### 電影
| 年份 | 標題                    | 職位 | 職位 | 職位 | 職位 | 職位                               | 附註 |
| 年份 | 標題                    | 導演 | 監製 | 編劇 | 演員 | 角色                               | 附註 |
| ---- | ----------------------- | ---- | ---- | ---- | ---- | ---------------------------------- | --- |
| 1979 | 《狗和狼之間的女人》    |      |      |      | 是   | 電影行家／花園裡的人               | 未掛名 |
| 1984 | 《霹靂舞》              |      |      |      | 是   | 背景舞者                           | 未掛名 |
| 1984 | 《永遠的摩納哥》        |      |      |      | 是   | 同性戀空手道男子                   | |
| 1986 | 《就等這一天》          |      |      |      | 是   | 伊凡·克羅申斯基（Ivan Krushensky）                | |
| 1988 | 《拳霸天下》            |      |      |      | 是   | 杜法蘭                             | 兼剪輯（未掛名） 提名-金酸莓獎最差新人                                                                                     |
| 1988 | 《黑鷹戰士》            |      |      |      | 是   | 安德魯（Andrei）                         | |
| 1989 | 《尖峰戰士》            |      |      |      | 是   | 吉布森·瑞肯巴克（Gibson Rickenbacker）                | 兼剪輯（未掛名） |
| 1989 | 《唯我獨尊》            |      |      | 是   | 是   | 克爾·史隆（Kurt Sloane）                      | 兼戰鬥場面編排和武術指導                                                                                                   |
| 1990 | 《截殺威龍》            |      |      |      | 是   | 路易斯·柏克（Louis Burke）                    | |
| 1990 | 《聖戰東征》            |      |      | 是   | 是   | 里昂·高提耶（Lyon Gaultier）                    | 兼武術指導 |
| 1991 | 《絕地雙尊》            |      | 是   | 是   | 是   | 查德·華格納／艾力·華格納（Chad Wagner / Alex Wagner）       | 兼武術指導 |
| 1992 | 《魔鬼命令》            |      |      |      | 是   | 路克·狄弗洛                        | |
| 1993 | 《最後魔鬼英雄》        |      |      |      | 是   | 他自己                             | 客串 |
| 1993 | 《叛獄大獵殺》          |      |      |      | 是   | 山姆·吉倫（Sam Gillen）                      | 提名-MTV影視大獎最性感男演員                                                                                               |
| 1993 | 《終極標靶》            |      |      |      | 是   | 錢斯·包特魯斯（Chance Boudreaux）                  | 提名-MTV影視大獎最性感男演員                                                                                               |
| 1994 | 《時空特警》            |      |      |      | 是   | 麥斯·華克（Max Walker）                      | |
| 1994 | 《快打旋風》            |      |      |      | 是   | 威廉·F·凱爾上校                    | |
| 1995 | 《絕命殺陣》            |      |      |      | 是   | 戴倫·麥考（Darren McCord）                      | |
| 1996 | 《魔宮戰士》            | 是   |      | 是   | 是   | 克利斯多夫·杜瓦（Christopher Dubois）                | |
| 1996 | 《極度冒險》            |      |      |      | 是   | 亞蘭·莫羅／米卡·蘇沃洛夫（Alain Moreau / Mikhail Suverov）       | |
| 1997 | 《雙重火力》            |      |      |      | 是   | 傑克·昆恩（Jack Quinn）                      | 金酸莓獎最差銀幕搭檔（與丹尼斯·羅德曼共享） 斯汀克斯爛片獎最差銀幕搭檔（與丹尼斯·羅德曼共享） 提名-MTV影視大獎最性感男演員 |
| 1998 | 《迎頭痛擊》            |      |      |      | 是   | 馬可斯·雷（Marcus Ray）                      | |
| 1998 | 《外籍兵團》            |      | 是   | 是   | 是   | 亞朗·雷夫勒（Alain Lefèvre）                    | DVD首映 |
| 1999 | 《魔鬼命令：重返戰場》  |      | 是   |      | 是   | 路克·狄弗洛                        | |
| 1999 | 《復仇戰將》            |      | 是   |      | 是   | 艾迪·拉邁斯（Eddie Lomax）                    | |
| 2001 | 《密殺指令》            |      |      | 是   | 是   | 路迪·卡梅爾／查爾斯·勒·瓦蘭特（Rudy Cafmeyer / Charles Le Vaillant）  | DVD首映 |
| 2001 | 《複製殺人魔》          |      |      |      | 是   | 愛德華·「火把」·葛洛特／複製人（Edward "The Torch" Garrotte / Replicant） | DVD首映 提名-DVD獨家影視首映獎最佳男主角                                                                                   |
| 2002 | 《關鍵任務》            |      |      |      | 是   | 雅克·克里斯多夫（Jacques Kristoff）                | DVD首映 |
| 2003 | 《獄火重生》            |      |      |      | 是   | 凱爾·勒布朗（Kyle LeBlanc）                    | DVD首映 |
| 2004 | 《頭號人蛇》            |      |      |      | 是   | 班·亞契（Ben Archer）                        | DVD首映 |
| 2004 | 《不定時休眠者》        |      |      |      | 是   | 藍尼（Lenny）的尚鬼魂                   | |
| 2006 | 《絕命保鑣》            |      |      |      | 是   | 菲利浦·沙維其（Phillip Sauvage）                  | DVD首映 |
| 2006 | 《驚爆六小時》          |      |      |      | 是   | 山姆·基南（Sam Keenan）                      | DVD首映 |
| 2006 | 《考試》                |      |      |      | 是   | 查爾斯（Charles）                         | |
| 2007 | 《死亡之旅》            |      |      |      | 是   | 安東尼·史托（Anthony Stowe）                    | DVD首映 |
| 2008 | 《伏毒追緝令》          |      |      |      | 是   | 傑克·羅柏杜（Jack Robideaux）                    | DVD首映 |
| 2008 | 《打不死的男人》        |      | 執行 |      | 是   | 他自己                             | 提名-多倫多影評人協會獎男性類最佳演出 提名-Chlotrudis獎最佳男主角                                                          |
| 2010 | 《魔鬼命令：爆裂進化》  |      |      |      | 是   | 路克·狄弗洛                        | DVV首映 |
| 2010 | 《鷹之路》              | 是   | 是   | 是   | 是   | 法蘭奇（Frenchy）                         | 兼剪輯 |
| 2011 | 《功夫熊貓2》           |      |      |      | 是   | 流星鱷大俠                         | 配音 |
| 2011 | 《獵殺行動》            |      | 執行 |      | 是   | 文森·巴西（Vincent Brazil）                      | |
| 2011 | 《北非特警》            |      |      |      | 是   | 梅洛特上校（Colonel Merot）                     | 客串 |
| 2012 | 《拿破崙美人關》        |      |      |      | 是   | 他自己                             | 客串 |
| 2012 | 《龍之眼》              |      |      |      | 是   | 尚-路易·提諾（Jean-Luis Tiano）                   | |
| 2012 | 《浴血任務2》           |      |      |      | 是   | 金·維萊恩（Jean Vilain）                      | |
| 2012 | 《魔鬼命令：轟天決戰》  |      |      |      | 是   | 路克·狄弗洛                        | DVD首映 |
| 2012 | 《終極救援》            |      | 執行 |      | 是   | 山姆森·高爾（Samson Gaul）                    | |
| 2012 | 《不明飛行物》          |      |      |      | 是   | 喬治（George）                           | |
| 2013 | 《仇敵當前》            |      |      |      | 是   | 桑德（Xander）                           | |
| 2014 | 《叢林遊戲》            |      |      |      | 是   | 史托姆·羅斯柴爾德（Storm Rotchild）              | |
| 2014 | 《烈日絕殺》            |      |      |      | 是   | 史帝曼（Stillman）                         | DVD首映 |
| 2015 | 《血肉之軀》            |      | 執行 |      | 是   | 鄧肯·萊爾（Deacon Lyle）                      | |
| 2015 | 《煎餅俠》              |      |      |      | 是   | 他自己                             | 客串 |
| 2016 | 《功夫熊貓3》           |      |      |      | 是   | 流星鱷大俠                         | 配音 |
| 2016 | 《唯我獨尊：復仇》      |      |      |      | 是   | 杜蘭師傅（Master Durand）                       | |
| 2017 | 《殺機瀰漫》            |      |      |      | 是   | 菲利普（Phillip）                         | |
| 2018 | 《唯我獨尊：反擊》      |      |      |      | 是   | 杜蘭師傅                           | |
| 2018 | 《深海越獄》            |      | 執行 |      | 是   | 史考特·惠勒（Scott Wheeler）                    | |
| 2018 | 《保鑣》                |      |      |      | 是   | 盧卡斯（Lukas）                         | |
| 2019 | 《死亡交界》            |      |      |      | 是   | 丹尼爾（Daniel）                         | 提名-馬麥斯影展獎長片類最佳男演員（與伊利亞·羅德里奎、大衛·卡斯塔尼達、尼可拉斯·西恩·強尼、查理·麥克格尚共享）             |
| 2021 | 《末代傭兵》            |      |      |      | 是   | 理查·布倫麥／迷霧（Richard Brumère / La Brume）              | |
| 2021 | 《仇恨者》              |      |      |      | 是   | 湯瑪斯（Thomas）的粉絲                   | |
| 2022 | 《小小兵2：格魯的崛起》 |      |      |      | 是   | 尚夾哥（Jean Clawed）                         | 配音 |
| 2024 | 《暗影守卫》            |      | 執行 | 故事 | 是   | 羅素·哈奇（Russell Hatch）                      | |
| 2024 | 《殺機瀰漫2》           |      | 執行 |      | 是   | 菲利普                             | |
| 2025 | 《園丁》                |      |      |      | 是   | 李奧（Leo）                           | |
| TBA  | 《法國人》              | 是   | 是   | 是   | 是   | 法蘭奇                             | 兼剪輯；《鷹之路》的重新剪輯版                                                                                             |

### 電視
| 年份      | 標題                                   | 角色                              | 附註                           |
| --------- | -------------------------------------- | --------------------------------- | ------------------------------ |
| 1996      | 《六人行》                             | 他自己                            | 單集：〈超級盃之後的那集〉     |
| 2004      | 《拉斯維加斯》                         | 他自己                            | 單集：〈快死、狂怒〉（Die Fast, Die Furious）       |
| 2009      | 《機器雞》                             | 他自己 德古拉伯爵 瑞德·巴特勒（Rhett Butler） | 配音；單集：〈莫里斯被捕〉（Maurice Was Caught） |
| 2011      | 《真人秀：走進真實的尚-克勞德·范達美》 | 他自己                            | 第一季（8集）                  |
| 2011      |                                        | 他自己                            | 第一季（20集）                 |
| 2016–2017 | 《尚-克勞德·范·強生》                  | 強生（Johnson）／尚-克勞德·范達美        | 6集                            |
| 2020      |                                        | 他自己                            |                                |
| 2022      | 《拉梅茲影星》                         | 他自己                            | 30集                           |
| 2023      |                                        | 他自己                            | 電視特輯                       |

### MV
| 年份 | 標題          | 創作者                             |
| ---- | ------------- | ---------------------------------- |
| 1992 | 〈〉          | Body Count                         |
| 1994 | 〈〉          | The Smithereens                    |
| 1994 | 〈〉          | MC哈默隨迪昂·山德斯所創作          |
| 1995 | 〈〉          | 恰克與飛鳥                         |
| 1999 | 〈Crush 'Em〉 | 麥加帝斯                           |
| 2003 | 〈〉          | 鮑伯·辛克萊                        |
| 2008 | 〈〉          | 伊莉娜·比利克和歐嘉·戈爾巴喬娃（Olga Gorbacheva） |
| 2015 | 〈〉          | 迪米崔與麥克和Ummet Ozcan          |
| 2020 | 〈〉          | AaRON                              |

### 電子遊戲
| 年份 | 標題                   | 配音角色            | 附註            |
| ---- | ---------------------- | ------------------- | --------------- |
| 1995 | 《快打旋風電影版》     | 凱爾上校            |                 |
| 2021 | 《戰火勛章》（Warpath）       | 他自己              | 僅肖像          |
| 2023 | 《真人快打1》          | 強尼·凱吉           | 兼肖像；DLC造型 |
| 2024 | 《刺客任務：殺手世界》 | 麥克斯·瓦利安特（Max Valliant） |                 |

## 外部連結
- 官方网站
- 尚-克勞德·范·達美在互联网电影资料库（IMDb）上的資料（英文）
- 尚-克勞德·范·達美的X（前Twitter）
- 尚-克勞德·范·達美的Instagram帳戶
- 尚-克勞德·范·達美的Facebook專頁

Template:尚-克勞德·范達美